# Wolfgang Julius von Hohenlohe
Wolfgang Julius von Hohenlohe, teljes nevén Wolfgang Julius von Hohenlohe-Neuenstein, magyarul: Hohenlohe Farkas Gyula (Neuenstein 1622. augusztus 3. – Frankfurt am Main 1698. december 26.) német hadvezér és Hohenlohe-Neuenstein grófja, mely családjának névadója is egyben.

## Élete

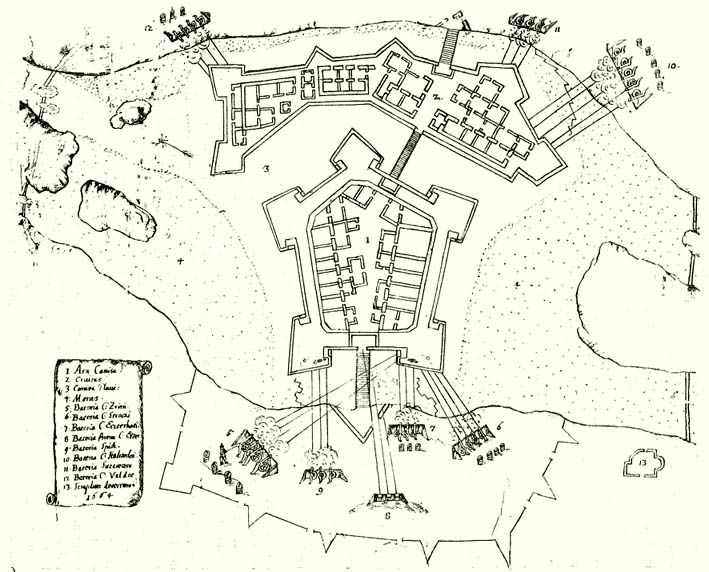
Kanizsa ostroma, 1664 (jobbra fent 10. Hohenlohe tüzérsége)

Régi frank nemesi családból származott, szülei gróf III. Kraft von Hohenlohe-Neuenstein és a pfalz-zweibrücken-birkenfeldi Zsófia.
A Tübingeni Egyetem tanult. Meglehetősen fiatalon kezdett katonáskodni, s részt vett a harmincéves háborúban, protestáns oldalon. Szolgált többek közt Franciaországban, míg végül 1657-ben hazatért.
Kétszer házasodott, 1666-ban elvette a holsteini Sophie Eleonore von Holstein-Sonderburg-Pöln hercegnőt, ennek halála után Franziska Barbara zu Welz-Wilmersdorf grófnőt.
A császárellenes Rajnai Szövetség haderejénél generálisi rangot kapott, amely Magyarországra küldte, mert időközben 1663-ban új habsburg-török háború tört ki. Harcolt Horvátországban és a magyar területeken. 1664 januárjában Zrínyi Miklóssal együtt a kb. 25 ezer főnyi magyar-horvát-német seregek hadműveletekbe kezdtek a Dél-Dunántúlon, elfoglalták Berzencét, Babócsát és Pécset vették ostrom alá. Von Hohenlohe németeivel és a magyar-horvát gyalogsággal a várat és a várost tovább vívta, míg Zrínyi a lovassággal előretört és elpusztította a török utánpótlás számára oly fontos eszéki tölgyfahidat.
Kanizsa ostromát ellenben a nyáron megkésve kezdték meg. A harcokban von Hohenlohe is megsebesült, megbetegedett, majd Zrínyivel feladták az ostromot, mihelyst megjött a nagyvezír felmentő serege. Elesett Zrínyiújvár és a keresztény hadak lassan hátráltak Vas vármegyébe. Közben egy tekintélyes, mintegy 6000 fős francia sereg érkezett Itáliából Vas vármegyébe Jean de Coligny-Saligny vezérletével. Von Hohenlohe és Coligny Körmendnél az ottani magyar és horvát erőkkel meggátoltak a török fősereg egyik szárnyának azon kísérletét, hogy itt foglaljon hídfőállást.
Von Hohenlohe vezetése alatt levő rajnai szövetségi csapatok (amely döntő többségégében francia katonákból állt) Raimondo Montecuccoli császári generális irányította osztrák-német hadakkal egyesülve nyílt csatába szálltak a mintegy hatszoros túlerőben levő Köprülü Ahmed nagyvezírrel Szentgotthárdnál. A csata során Hohenlohe volt az aki a terepet jobban felmérte, s tett határozott javaslatot a zárt oszlopban végrehajtott döntő támadásra, mely végül eredményre vezetett és legyőzték a törököket. A végső stádiumban a francia csapatok parancsnokságát átvette Colignytől (felhatalmazást kapott erre XIV. Lajos francia királytól). A döntő támadás ötletét azonban Montecuccoli később sajátjának nyilvánította.
A háború után von Hohenlohe visszatért Frankóniai körzetbe.